# الأساس لعقائد الأكياس
كتاب الأساس لعقائد الأكياس في معرفة رب العالمين وعدله في المخلوقين وما يتصل بذلك من أصول الدين،المؤلف القاسم بن محمد بن علي، يعد هذا الكتاب من أهم كتب علم الكلام وأصول الدين عند الزيدية، جمع فيه في إيجاز واختصار أهم عقائد الزيدية في أصول الدين، واستعرض عقائد الفرق الأخرى المخالفة لها،لهذا الكتاب شروح كثيرة، من أهمها شرحي الأساس الكبير والصغير لأحمد بن محمد بن صلاح الشرفي.

## المؤلف
هو القاسم بن محمد بن علي، ينتهي نسبه إلى يحيى بن الحسين بن القاسم، أمام، عالم، مجتهد مطلق، اكتملت فيه شروط الإمامة عند الزيدية، مولده 12/صفر سنة 967هـ، ودعوته سنة 1006هـ، ووفاته سنة 1029هـ في حصن شهارة بالأهنوم، وقد عاش حياة حافلة بالعلم والعمل والجهاد، وفي سيرته كتب كثيرة، منها (النبذة المشيرة في جمل من عيون السيرة) للجرموزي، وكتاب (العثمانيون والقاسم بن محمد لأميره المداح)، وغيرها من الكتب في تأريخه وتأريخ دولته وبنيه.

## موضوع الكتاب
أصول الدين، وهو من أشهر الكتب المختصرة واشتمل على:
- مقدمة في علم الكلام وذكر العقل والتحسين والتقبيح وحقيقة النظر وأقسامه ومعرفة الدليل والحد.
- كتاب التوحيد.
- كتاب في العدل.
- كتاب النبوة.
- كتاب الإمامة.
- كتاب الوعد والوعيد. وكل كتاب من هذه يشتمل على عدة فصول، ثم خاتمة في افتراق الأمة، وما ورد في الأئمة الزيدية من زيد بن علي إلى يحيى بن الحسين والناصر الأطروش.[2]

## أهمية الكتاب
الكتاب من أهم كتب علم الكلام وأصول الدين عند الزيدية، جمع فيه في إيجاز واختصار أهم عقائد الزيدية في أصول الدين، واستعرض عقائد الفرق الأخرى المخالفة التي تتعارض معها وفنَّدها، للكتاب شروح كثيرة، من أهمها شرحي الأساس الكبير والصغير للشرفي، وانظر التعريف بكتاب عدة الأكياس.
الكتاب كان قد طبع طبعة أولى ممسوخة بتحقيق الدكتور نصري نادر، طباعة (دار الطليعة للطباعة والنشر بيروت سنة 1980م)، وفيها الكثير من الأخطاء، لا تكاد تخلو صفحة منها.